# تشارلز ريفينغتون
تشارلز ريفينغتون  (بالإنجليزية: Charles Rivington)‏ من مواليد 1688 تشيسترفيلد وتوفي 22 فبراير 1742 هو ناشر بريطاني.